# Alan Pérez (ciclista)
Alan Pérez Lezaun (nascido em 15 de julho de 1982, em Yerri) é um ciclista profissional espanhol aposentado. Competiu como profissional entre 2005 e 2012 para as equipes Orbea e Euskaltel-Euskadi.